# Tatkon
Tatkon is een town in Myanmar. De town ligt in de divisie Naypyidaw, vlak bij de hoofdstad Naypyidaw. 